# マヒマヒ (ユニット)
マヒマヒは、1994年にTBSラジオをキー局にJRN系で放送された深夜番組「シンデレラドリーム ミッドナイト☆パーティー」で黒住祐子、四元都華咲、蛭田有希子（ともにシンデレラドリームオーディション第1期生）の3人で結成したユニット。

## 来歴
当時金曜深夜のレギュラーだった3人が、番組内で同じパーソナリティだった坂井美唯子、平松まゆき、松宮麻衣子が歌手デビューし、CDをリリースすることになったため、それらに影響されもともと歌手志望でない3人が「一曲CD出そう」と意気投合したのが、このユニットを結成したきっかけだとされている。
1984年に斉藤美和子らタンゴ・ヨーロッパが歌った「桃郷（とうきょう）シンデレラ」をカバーし1994年7月21日にリリースした。黒住が黄色、四元がピンク、蛭田が水色のドレスの衣装でジャケットを飾り、番組のイベントでもその姿で披露することもあったという。この歌を歌うことにあたって振付も登場したが、黒住と四元が覚えとペースが早いのに対し、蛭田はいつもペースが遅く、ついてゆくのに苦労したという。歌手としての活動はこれが最初で最後だったが、以後1995年3月まで新聞のラジオ欄の見出し（主にTBSラジオ）には「黒住祐子&マヒマヒ」（メインが黒住であるため）と書かれていた（1994年10月以降は木曜深夜に異動）。1994年11月からスタートしたTBSとの同時生番組「TV版!ミッドナイト☆パーティー」でもメインで登場。たまに人のいない深夜のTBS放送センターロビーでこの桃郷シンデレラを披露。1995年3月にマヒマヒのユニットは事実上解散し、4月以降マヒマヒの名前で登場はなかったものの、3人に後藤明子が加わって最終回の9月（ラジオは10月初旬）まで木曜深夜のラジオ担当とTV版を務めた（その際黒住と四元はTV版専属で、ラジオのメインは蛭田が務め後藤と2人で進行した）。さらに黒住と四元は後番組の「ウィークエンド・ミッドナイト☆パーティー」も務め、ゲスト出演の回数が最も多かった蛭田と3人でそろって出演することも時々あった（1回だけ後藤も加えた4人そろって出演も）。しかし「ウィークエンド･･･」が終わった1996年4月以降、3人が別々で芸能活動することはあってもそろって出演することはなかった（3人そろっての最後の出演は1996年3月31日早朝の放送で後藤明子（当時は水上杏子）を加えての4人での生出演）。
おなじみの決め台詞は「マヒマヒの黒住祐子です。マヒマヒの四元都華咲です。マヒマヒの蛭田有希子です。（3人それぞれが言うが順序が変わる場合もあり）3人そろってマヒマヒでーす（この部分だけ3人そろって）」だった。
マヒマヒとして歌手デビューした後、四元は“エリートうめぼし”との男性グループとユニットを組み「うめぼしパンチ」と「JA・DA・NE（DA・YO・NEの鹿児島弁バージョン」の曲を披露したが、番組内でかかっただけでCD化はされていない。また蛭田もソロで「EVE ~大人になる前に~」と「永遠のマジック」の曲を披露したが、番組のオリジナルソングでこちらもCD化はされていない（一度TV版で永遠のマジックを披露した）。

## メンバーのその後
ウィークエンド・ミッドナイトパーティー終了後、黒住は王様のブランチ、ジャスト（いずれもTBS系）、FNNスーパーニュース（フジテレビ系）などのリポーターや「エモーショナルビート」（TOKYO FM）のアシスタントを務めた。2002年にはタマちゃんが新語・流行語大賞に選ばれ命名者として受賞された。その後結婚し出産。四元は太田プロ定期ライヴ司会を担当後、同事務所を退社。ニッポン放送「のってけテリー!渚の青春花吹雪（現テリー伊藤のってけラジオ）」のリポーターを務めた。その後芸能活動は休業、現在は男性バンド「Bang King（バンキン）」のライブリポートを書いている。蛭田は「関口宏の東京フレンドパークII」のアシスタント従業員を1年務めた後引退、その後結婚し現在は2児の母となっている。

## 楽曲
太字のみCD化
- 桃郷シンデレラ（1994年7月21日・キングレコード）
  - カップリングは同じ番組のパーソナリティ仲間だった古賀美智子の「パジャマでデイト」
- うめぼしパンチ（四元都華咲・“withエリートうめぼし”のユニットとして・1994年）
- JA・DA・NE（四元都華咲・“withエリートうめぼし”のユニットとして・1994年）
- EVE ~大人になる前に~（蛭田有希子・1994年）
- 永遠のマジック（蛭田有希子・1995年）

## 主な出演番組

### ミッドナイト☆パーティー放送中
太字は3人そろって出演
- シンデレラドリーム　ミッドナイト☆パーティー（JRN系・1993年10月～1995年10月）
  - TV版!ミッドナイト☆パーティー（TBS・1994年11月～1995年9月）
- ウィークエンド・ミッドナイト☆パーティー（JRN系・1995年10月～1996年4月）　黒住と四元はレギュラー、蛭田は数回ゲスト出演
- 桂三枝のチキチキ王国（黒住祐子・TBSラジオ&ABCラジオ・1994年10月～1996年9月）
- ノストラの息子（黒住祐子・フジテレビ系・1995年）

### ウィークエンド・ミッドナイト☆パーティー終了後の主なレギュラー番組
（いずれもソロとして、特記のないものはすべて黒住祐子）　
- 王様のブランチ（TBS系・1996年4月～6月） ブランチリポーター
- 関口宏の東京フレンドパークII（この番組のみ蛭田有希子・1996年4月～1997年4月）　アシスタント従業員
- トゥナイト2（テレビ朝日系・1996年5月～10月）　リポーター
- わいわいティータイム（TBS系・1997年5月～9月）　リポーター
- 初田啓介のHAPPY SHOW（TBSラジオ・1997年10月～1998年3月）　火曜アシスタント
- 情報!もぎたてサラダ（TBS・1997年10月～1998年9月）　リポーター
- ジャスト（TBS系・1999年～2003年）　リポーター
- エモーショナルビート（TOKYO FM・1999年4月～2000年3月）　第1部（北野順一担当）アシスタント
- 筋肉番付（TBS系・1999年）
- FNNスーパーニュース（フジテレビ系・2000年4月～）　平日「スーパー特報」グルメリポーター（ほとんどが関東ローカルのみ登場）

（休業・2003年11月～2004年9月(産休)）
- 朝まるJUST（チバテレビ・2006年）　リポーター
- 2時っチャオ!（TBS系・2006年11月～2009年3月）　リポーター